# Новый Пажман
Новый Пажман — деревня в Кезском районе Удмуртской республики.

## География
Находится в северо-восточной части Удмуртии на расстоянии приблизительно 17 км на северо-запад по прямой от районного центра поселка Кез.

## История
В 1920 году починок Пажман Новый (Урвеськарон) выделился из деревни Пажман (ныне Старый Пажман). С 1932 года деревня. До 2021 года входила в состав Большеолыпского сельского поселения.

## Население
Постоянное население составляло 195 человек (1873), 330 (1905), 331 (1924), 63 человека в 2002 году (удмурты 98 %), 63 в 2012.